# Italië op de Olympische Zomerspelen 1972
Italië nam deel aan de Olympische Zomerspelen 1972 in München in de Bondsrepubliek Duitsland. In vergelijking met de vorige editie werden twee gouden medailles meer gewonnen.

## Medailleoverzicht
| Sport          | Olympiër(s)                                                                            | Onderdeel                  | Medaille |
| -------------- | -------------------------------------------------------------------------------------- | -------------------------- | -------- |
| Paardensport   | Graziano Mancinelli                                                                    | springconcours individueel | Goud     |
| Schermen       | Rolando Rigoli Cesare Salvadori Michele Maffei Mario Aldo Montano Mario Tullio Montano | sabel team (m)             | Goud     |
| Schermen       | Antonella Ragno-Lonzi                                                                  | floret (v)                 | Goud     |
| Schietsport    | Angelo Scalzone                                                                        | trap                       | Goud     |
| Schoonspringen | Klaus Dibiasi                                                                          | 10m toren (m)              | Goud     |
| Paardensport   | Alessandro Argenton                                                                    | eventing individueel       | Zilver   |
| Schoonspringen | Giorgio Cagnotto                                                                       | 3m plank (m)               | Zilver   |
| Zwemmen        | Novella Calligaris                                                                     | 400m vrije slag (v)        | Zilver   |
| Atletiek       | Pietro Mennea                                                                          | 200m (m)                   | Brons    |
| Atletiek       | Paola Pigni                                                                            | 1500m (v)                  | Brons    |
| Gewichtheffen  | Anselmo Silvino                                                                        | -75kg (m)                  | Brons    |
| Paardensport   | Raimondo D'Inzeo Piero D'Inzeo Vittorio Orlandi Graziano Mancinelli                    | springconcours team        | Brons    |
| Schietsport    | Silvano Basagni                                                                        | trap                       | Brons    |
| Schoonspringen | Giorgio Cagnotto                                                                       | 10m toren (m)              | Brons    |
| Worstelen      | Giuseppe Bognanni                                                                      | -52kg Grieks-Romeins (m)   | Brons    |
| Worstelen      | Gian-Matteo Ranzi                                                                      | -68kg Grieks-Romeins (m)   | Brons    |
| Zwemmen        | Novella Calligaris                                                                     | 800m vrije slag (v)        | Brons    |
| Zwemmen        | Novella Calligaris                                                                     | 400m wisselslag (v)        | Brons    |

## Deelnemers en resultaten

### Atletiek
| Olympiër                                                           | Discipline               | Resultaat | Prestatie                                                                                             |
| ------------------------------------------------------------------ | ------------------------ | --------- | --- |
| Pasqualino Abeti                                                   | 200m (m)                 | 24e       | serie 1: 5de in 21,17 kwartfinale 3: 6de in 21,00                                                     |
| Pietro Mennea                                                      | 200m (m)                 | Brons     | serie 4: 1ste in 20,53 kwartfinale 4: 1ste in 20,47 halve finale 2: 2de in 20,52 finale: 3de in 20,30 |
| Franco Arese                                                       | 800m (m)                 | DNS       | serie 7: niet gestart                                                                                 |
| Franco Arese                                                       | 1500m (m)                | 13e       | serie 2: 1ste in 3.44,0 halve finale 3: 7de in 3.41,1                                                 |
| Gianni del Buono                                                   | 1500m (m)                | 17e       | serie 4: 5de in 3.40,8 halve finale 1: 6de in 3.42,0                                                  |
| Giuseppe Cindolo                                                   | 10000m (m)               | 42e       | serie 1: 16de in 33.03,4                                                                              |
| Marco Acerbi                                                       | 110m horden (m)          | 15e       | serie 4: 1ste in 13,99 halve finale 2: 8ste in 14,45                                                  |
| Giuseppe Buttari                                                   | 110m horden (m)          | DSQ       | serie 3: gediskwalificeerd                                                                            |
| Sergio Liani                                                       | 110m horden (m)          | 9e        | serie 5: 2de in 13,95 halve finale 1: 5de in 13,90                                                    |
| Giorgio Ballati                                                    | 400m horden (m)          | 21e       | serie 2: 5de in 50,90                                                                                 |
| Roberto Frinolli                                                   | 400m horden (m)          | 24e       | serie 1: 7de in 51,69                                                                                 |
| Franco Fava                                                        | 3000m steeplechase (m)   | 19e       | serie 4: 5de in 8.35,0                                                                                |
| Vincenzo Guerini Ennio Preatoni Luigi Benedetti Pietro Mennea      | 4x100m (m)               | 8e        | serie 4: 2de in 39,29 halve finale 2: 4de in 39,21 finale: 8ste in 39,14                              |
| Daniele Giovanardi Giacomo Puosi Lorenzo Cellerino Sergio Bello    | 4x400m (m)               | 16e       | serie 2: 5de in 3.09,7                                                                                |
| Antonio Brutti                                                     | marathon (m)             | 21e       | 2:22.12                                                                                               |
| Franco De Menego                                                   | marathon (m)             | 38e       | 2:26.52                                                                                               |
| Renato Martini                                                     | marathon (m)             | 24e       | 2:22.41                                                                                               |
| Vittorio Visini                                                    | 20km snelwandelen (m)    | 8e        | 1:32.30                                                                                               |
| Domenico Carpentieri                                               | 50km snelwandelen (m)    | 23e       | 4:33.10,6                                                                                             |
| Abdon Pamich                                                       | 50km snelwandelen (m)    | DSQ       | gediskwalificeerd                                                                                     |
| Vittorio Visini                                                    | 50km snelwandelen (m)    | 7e        | 4:08.31,4                                                                                             |
| Giuseppe Gentile                                                   | hink-stap-springen (m)   | 16e       | kwalificatie groep B: 7de met 16,04m                                                                  |
| Enzo Del Forno                                                     | hoogspringen (m)         | 10e       | kwalificatie groep B: 1ste met 2,15m finale: 10de met 2,15m                                           |
| Gian Marco Schivo                                                  | hoogspringen (m)         | 17e       | kwalificatie groep A: 16de met 2,15m finale: 17de met 2,10m                                           |
| Renato Dionisi                                                     | polsstokhoogspringen (m) | DNF       | kwalificatie groep A: geen geldige sprong                                                             |
| Silvio Fraquelli                                                   | polsstokhoogspringen (m) | 15e       | kwalificatie groep B: 7de met 4,80m                                                                   |
| Armando de Vincentis                                               | discuswerpen (m)         | DNF       | kwalificatie groep A: geen geldige worp                                                               |
| Silvano Simeon                                                     | discuswerpen (m)         | 10e       | kwalificatie groep B: 5de met 59,78m finale: 10de met 59,34m                                          |
| Renzo Cramerotti                                                   | speerwerpen (m)          | 20e       | kwalificatie groep A: 10de met 71,12m                                                                 |
| Mario Vecchiato                                                    | kogelslingeren (m)       | 9e        | kwalificatie groep A: 4de met 68,12m finale: 9de met 70,58m                                           |
|                                                                    |                          |           | |
| Cecilia Molinari                                                   | 100m (v)                 | 22e       | serie 3: 4de in 11,61 kwartfinale 1: 7de in 11,63                                                     |
| Laura Nappi                                                        | 100m (v)                 | 32e       | serie 4: 5de in 12,02 kwartfinale 2: 8ste in 12,13                                                    |
| Donata Govoni                                                      | 400m (v)                 | 28e       | serie 5: 5de in 53,98 kwartfinale 3: 8ste in 53,78                                                    |
| Donata Govoni                                                      | 800m (v)                 | 26e       | serie 1: 6de in 2.05,24.                                                                              |
| Paola Pigni                                                        | 1500m (v)                | Brons     | serie 2: 1ste in 4.09,53 halve finale 1: 2de in 4.07,83 finale: 3de in 4.02,85                        |
| Maddalena Grassano Alessandra Orselli Laura Nappi Cecilia Molinari | 4x100m (v)               | 10e       | serie 1: 5de in 44,62                                                                                 |
| Sara Simeoni                                                       | hoogspringen (v)         | 6e        | kwalificatie groep B: 2de met 1,76m finale: 6de met 1,85m                                             |

### Basketbal
| Olympiër | Discipline | Resultaat | Prestatie |
| --- | ---------- | --------- | --- |
| Ottorino Flaborea Giuseppe Brumatti Giorgio Giomo Mauro Cerioni Massimo Masini Renzo Bariviera Marino Zanatta Dino Meneghin Pierluigi Marzorati Luigi Serafini Ivan Bisson Giulio Iellini | mannen     | 4e        | groep B: 2de V van Joegoslavië: 78-85 W van Senegal: 92-56 V van Sovjet-Unie: 66-79 W van Bondsrepubliek Duitsland: 68-57 W van Polen: 71-59 W van Puerto Rico: 71-54 W van Filipijnen: 101-81 halve finale: V van Verenigde Staten: 38-68 bronzen finale: V van Cuba: 65-66 |

| Groep B |                          |             |             |             |            |            |            |        |
| #       | Land                     | Wedstrijden | Wedstrijden | Wedstrijden | Doelpunten | Doelpunten | Doelpunten | Punten |
| #       | Land                     | G           | W           | V           | V          | T          | Saldo      | Punten |
| 1       | Sovjet-Unie              | 7           | 7           | 0           | 639        | 479        | +160       | 14     |
| 2       | Italië                   | 7           | 5           | 2           | 547        | 471        | +76        | 12     |
| 3       | Joegoslavië              | 7           | 5           | 2           | 582        | 484        | +98        | 12     |
| 4       | Puerto Rico              | 7           | 5           | 2           | 570        | 531        | +39        | 12     |
| 5       | Bondsrepubliek Duitsland | 7           | 3           | 4           | 482        | 518        | -36        | 10     |
| 6       | Polen                    | 7           | 2           | 5           | 520        | 536        | -16        | 9      |
| 7       | Filipijnen               | 7           | 1           | 6           | 526        | 666        | -140       | 8      |
| 8       | Senegal                  | 7           | 0           | 7           | 405        | 586        | -181       | 7      |

| Ronde          | Datum   | Plaats                   | Land   | Score       | Land |
| -------------- | ------- | ------------------------ | ------ | ----------- | ---- |
| Groepsfase     |         |                          |        |             |      |
| 27 augustus    | München | Joegoslavië              | 85-78  | Italië      |      |
| 28 augustus    | München | Senegal                  | 56-92  | Italië      |      |
| 29 augustus    | München | Sovjet-Unie              | 79-66  | Italië      |      |
| 30 augustus    | München | Bondsrepubliek Duitsland | 57-68  | Italië      |      |
| 1 september    | München | Italië                   | 71-59  | Polen       |      |
| 2 september    | München | Italië                   | 71-54  | Puerto Rico |      |
| 3 september    | München | Italië                   | 101-81 | Filipijnen  |      |
| Halve finale   |         |                          |        |             |      |
| 7 september    | München | Verenigde Staten         | 68-38  | Italië      |      |
| Bronzen finale |         |                          |        |             |      |
| 8 september    | München | Italië                   | 65-66  | Cuba        |      |

### Boksen
| Olympiër              | Discipline  | Resultaat | Prestatie                                                                                                   |
| --------------------- | ----------- | --------- | --- |
| Gaetano Curcetti      | -48kg (m)   | 17e       | 1ste ronde: V van SIN Abdul: knock-out                                                                      |
| Franco Udella         | -51kg (m)   | 9e        | 1ste ronde: vrij 2de ronde: W van KEN Maina: 5-0 3de ronde: V van URS Zoriktuev: 1-4                        |
| Pasqualino Morbidelli | -57kg (m)   | 9e        | 1ste ronde: W van ZAM Mwenya: 5-0 2de ronde: W van TUR Tatar: 5-0 3de ronde: V van JPN Kobayashi: knock-out |
| Giambattista Capretti | -60kg (m)   | 17e       | 1ste ronde: W van CAN Martinez: knock-out 2de ronde: V van HUN Orbán: 1-4                                   |
| Ernesto Bergamasco    | -63,5kg (m) | 17e       | 1ste ronde: V van THA Bantow: 1-4                                                                           |
| Damiano Lassandro     | -67kg (m)   | 17e       | 1ste ronde: vrij 2de ronde: V van CUB Correa: 0-5                                                           |
| Antonio Castellini    | -71kg (m)   | 17e       | 1ste ronde: vrij 2de ronde: V van POL Rudkowski: 0-5                                                        |
| Guglielmo Spinello    | -91kg (m)   | 17e       | 1ste ronde: W van TAN Laizer: knock-out 2de ronde: V van FRG Hornig: 1-4                                    |

### Boogschieten
| Olympiër          | Discipline      | Resultaat | Prestatie                                                                              |
| ----------------- | --------------- | --------- | -------------------------------------------------------------------------------------- |
| Giancarlo Ferrari | individueel (m) | 33e       | 1ste ronde: 28ste met 1167 punten 2de ronde: 36ste met 1155 punten totaal: 2322 punten |
| Alfredo Massazza  | individueel (m) | 31e       | 1ste ronde: 19de met 1189 punten 2de ronde: 39ste met 1151 punten totaal: 2340 punten  |
| Sante Spigarelli  | individueel (m) | 35e       | 1ste ronde: 34ste met 1145 punten 2de ronde: 36ste met 1155 punten totaal: 2300 punten |

### Gewichtheffen
| Olympiër          | Discipline  | Resultaat | Prestatie                                                                              |
| ----------------- | ----------- | --------- | -------------------------------------------------------------------------------------- |
| Gaetano Tosto     | -56kg (m)   | 16e       | drukken: 16de met 100kg trekken: 14de met 95kg stoten: 11de met 125kg totaal: 320kg    |
| Peppino Tanti     | -60kg (m)   | 8e        | drukken: 6de met 120kg trekken: 9de met 107,5kg stoten: 8ste met 140kg totaal: 372,5kg |
| Salvatore Laudani | -75kg (m)   | 11e       | drukken: 5de met 155kg trekken: 17de met 120kg stoten: 11de met 165kg totaal: 440kg    |
| Anselmo Silvino   | -75kg (m)   | Brons     | drukken: 5de met 155kg trekken: 3de met 140kg stoten: 2de met 175kg totaal: 470kg      |
| Dino Turcato      | -82,5kg (m) | 9e        | drukken: 7de met 160kg trekken: 12de met 125kg stoten: 11de met 170kg totaal: 455kg    |
| Roberto Vezzani   | -110kg (m)  | 5e        | drukken: 3de met 192,5kg trekken: 12de met 147,5kg stoten: 2de met 205kg totaal: 545kg |

### Judo
| Olympiër         | Discipline | Resultaat | Prestatie                    |
| ---------------- | ---------- | --------- | ---------------------------- |
| Giuseppe Tommasi | -63kg (m)  | 19e       | 1ste ronde: V van FRG Koppen |
| Luciano Di Palma | -70kg (m)  | 18e       | 1ste ronde: V van KOR Jang   |

### Kanovaren
| Olympiër                                                   | Discipline    | Resultaat | Prestatie                                                                                                  |
| Slalom                                                     | Slalom        | Slalom    | Slalom |
| ---------------------------------------------------------- | ------------- | --------- | --- |
| Giuseppe D'Angelo                                          | K-1 (m)       | 18e       | 337,49 |
| Roberto D'Angelo                                           | K-1 (m)       | 12e       | 314,21 |
| Mario Di Stazio                                            | K-1 (m)       | 17e       | 336,04 |
| Vlakwater                                                  |               |           | |
| Mauro Chiostri                                             | K-1 1000m (m) | 20e       | serie 3: 6de in 4.15,75 herkansingen: 4de in 4.06,75                                                       |
| Paolo Malacarne Francesco De Santis                        | K-2 1000m (m) | 15e       | serie 2: 3de in 3.50,06 halve finale 3: 6de in 3.40,06                                                     |
| Alberto Ughi Pierangelo Congiu Mario Pedretti Oreste Perri | K-4 1000m (m) | 4e        | serie 1: 4de in 3.19,77 herkansingen: 2de in 3.15,68 halve finale 3: 3de in 3.09,89 finale: 4de in 3.15,60 |

### Moderne vijfkamp
| Olympiër                                     | Discipline      | Resultaat | Prestatie    |
| -------------------------------------------- | --------------- | --------- | ------------ |
| Nicolo Deligia                               | individueel (m) | 39e       | 4492 punten  |
| Mario Medda                                  | individueel (m) | 16e       | 4850 punten  |
| Giovanni Perugini                            | individueel (m) | 34e       | 4571 punten  |
| Nicolo Deligia Mario Medda Giovanni Perugini | team (m)        | 10e       | 13913 punten |

### Paardensport
| Olympiër                                                            | Discipline  | Resultaat | Prestatie          |                |
| Eventing                                                            | Eventing    | Eventing  | Eventing           |                |
| ------------------------------------------------------------------- | ----------- | --------- | ------------------ | -------------- |
| Stefano Angioni                                                     | individueel | DNF       | niet gefinisht     |                |
| Alessandro Argenton                                                 | individueel | Zilver    | 43,33 punten       |                |
| Dino Costantini                                                     | individueel | 29e       | 98,18 strafpunten  |                |
| Mario Turner                                                        | individueel | 37e       | 148,73 strafpunten |                |
| Stefano Angioni Alessandro Argenton Dino Costantini Mario Turner    | individueel | 8e        | 203,58 strafpunten |                |
| Springconcours                                                      |             |           |                    |                |
| Piero D'Inzeo                                                       | individueel | 22e       | 12 strafpunten     |                |
| Raimondo D'Inzeo                                                    | individueel | 22e       | 12 strafpunten     |                |
| Graziano Mancinelli                                                 | individueel | Goud      | 8 strafpunten      |                |
| Raimondo D'Inzeo Piero D'Inzeo Vittorio Orlandi Graziano Mancinelli | individueel | team      | Brons              | 48 strafpunten |

### Roeien
| Olympiër | Discipline      | Resultaat | Prestatie |
| --- | --------------- | --------- | --- |
| Giampaolo Tronchin Mario Semenzato Siro Meli | twee-met (m)    | 13e       | serie 3: 3de in 8.02,79 herkansingen: 3de in 8.10,46                                                          |
| Primo Baran Angelo Rossetto Pier Angelo Conti Abramo Albini | vier-zonder (m) | 10e       | serie 3: 4de in 6.53,85 herkansingen: 1ste in 7.00,65 halve finale 1: 5de in 7.14,20 finale B: 4de in 6.57,59 |
| Antonio Baldacci Renzo Sambo Pasquale Chiabai Claudio Padoan Alberto Cecchi                                                                                    | vier-met (m)    | 11e       | serie 2: 3de in 6.53,59 halve finale 2: 6de in 7.34,67 finale B: 5de in 7.13,03                               |
| Renzo Bulgarello Gianfranco Grasselli Francesco Pigozzo Giuliano Galiazzo Giuseppe Noal Maurizio Danielli Serafino Carminati Giuliano Rossi Mariano Gottifredi | acht (m)        | 14e       | serie 1: 4de in 6.21,80 herkansingen: 4de in 6.20,21                                                          |

### Schermen
| Olympiër                                                                                            | Discipline      | Resultaat | Prestatie |
| --------------------------------------------------------------------------------------------------- | --------------- | --------- | --- |
| Claudio Francesconi                                                                                 | degen (m)       | 33e       | 1ste ronde groep C: 2de met 2 overwinningen 2de ronde groep G: 5de met 2 overwinningen |
| Nicola Granieri                                                                                     | degen (m)       | 21e       | 1ste ronde groep B: 2de met 4 overwinningen 2de ronde groep C: 3de met 2 overwinningen kwartfinale B: 6de met 0 overwinningen                                                                                 |
| Gianluigi Saccaro                                                                                   | degen (m)       | 49e       | 1ste ronde groep D: 5de met 1 overwinning |
| Claudio Francesconi Nicola Granieri Gianluigi Placella Gianluigi Saccaro Pier Alberto Testoni       | degen team (m)  | 13e       | 1ste ronde groep B: 3de met 0 overwinningen |
| Nicola Granieri                                                                                     | floret (m)      | 7e        | 1ste ronde groep I: 2de met 3 overwinningen 2de ronde groep C: 1ste met 4 overwinningen kwartfinale D: 2de met 3 overwinningen halve finale groep A: 4de met 2 overwinningen                                  |
| Arcangelo Pinelli                                                                                   | floret (m)      | 40e       | 1ste ronde groep D: 5de met 2 overwinningen |
| Stefano Simoncelli                                                                                  | floret (m)      | 38e       | 1ste ronde groep B: 5de met 1 overwinning |
| Alfredo Del Francia Nicola Granieri Carlo Montano Arcangelo Pinelli Stefano Simoncelli              | floret team (m) | 9e        | 1ste ronde groep A: 3de met 0 overwinningen |
| Michele Maffei                                                                                      | sabel (m)       | 4e        | 1ste ronde groep A: 1ste met 5 overwinningen 2de ronde groep C: 2de met 4 overwinningen kwartfinale D: 1ste met 5 overwinningen halve finale groep A: 3de met 3 overwinningen finale: 4de met 3 overwinningen |
| Mario Aldo Montano                                                                                  | sabel (m)       | 13e       | 1ste ronde groep B: 1ste met 5 overwinningen 2de ronde groep B: 1ste met 5 overwinningen kwartfinale A: 4de met 3 overwinningen                                                                               |
| Rolando Rigoli                                                                                      | sabel (m)       | 18e       | 1ste ronde groep I: 2de met 4 overwinningen 2de ronde groep A: 2de met 4 overwinningen kwartfinale B: 5de met 2 overwinningen                                                                                 |
| Rolando Rigoli Cesare Salvadori Michele Maffei Mario Aldo Montano Mario Tullio Montano              | sabel team (m)  | Goud      | 1ste ronde groep C: 2de met 1 overwinning kwartfinale: W van Polen: 9-2 halve finale: W van Roemenië: 9-7 finale: W van Sovjet-Unie: 9-5                                                                      |
| |                 |           | |
| Maria Consolata Collino                                                                             | floret (v)      | 9e        | 1ste ronde groep H: 2de met 3 overwinningen kwartfinale D: 3de met 3 overwinningen halve finale groep A: 5de met 1 overwinning                                                                                |
| Giulia Lorenzoni                                                                                    | floret (v)      | 10e       | 1ste ronde groep E: 3de met 2 overwinningen kwartfinale C: 3de met 3 overwinningen halve finale groep B: 5de met 2 overwinningen                                                                              |
| Antonella Ragno-Lonzi                                                                               | floret (v)      | Goud      | 1ste ronde groep G: 3de met 2 overwinningen kwartfinale B: 1ste met 4 overwinningen halve finale groep B: 3de met 3 overwinningen finale: 1ste met 4 overwinningen                                            |
| Antonella Ragno-Lonzi Giulia Lorenzoni Der Reka Cipriani Maria Consolata Collino Giuseppina Bersani | floret team (v) | 9e        | 1ste ronde groep B: 1ste met 3 overwinningen kwartfinale: vrij halve finale: V van Hongarije: 6-9 bronzen finale: V van Roemenië: 7-9                                                                         |

### Schietsport
| Olympiër            | Discipline             | Resultaat | Prestatie                                  |
| ------------------- | ---------------------- | --------- | ------------------------------------------ |
| Giuseppe De Chirico | 50m geweer 3 houdingen | 21e       | 1138 punten: (395-362-381)                 |
| Piero Errani        | 50m geweer 3 houdingen | 37e       | 1128 punten: (392-361-375)                 |
| Giuseppe De Chirico | 50m geweer liggend     | 4e        | 597 punten: (99-100-99-99-100-100)         |
| Walter Frescura     | 50m geweer liggend     | 43e       | 591 punten: (98-98-98-99-99-99)            |
| Roberto Ferraris    | 25m snelvuurpistool    | 49e       | 568 punten: (197-196-175)                  |
| Giovanni Liverzani  | 25m snelvuurpistool    | 6e        | 591 punten: (199-197-195)                  |
| Romano Garagnani    | skeet                  | 10e       | 192 punten: (23-23-25-24-23-25-25-24)      |
| Carlo Alberto Lodi  | skeet                  | 18e       | 191 punten: (23-23-23-24-25-24-25-24)      |
| Silvano Basagni     | trap                   | Brons     | 195 punten: (24-24-25-25-25-25-23-24)      |
| Angelo Scalzone     | trap                   | Goud      | 199 punten: (25-25-25-25-24-25-25-25) (WR) |
| Giancarlo Cecconi   | 50m bewegend doel      | 27e       | 520 punten: (262-258)                      |
| Giovanni Mezzani    | 50m bewegend doel      | 10e       | 548 punten: (277-271)                      |

### Schoonspringen
| Olympiër         | Discipline    | Resultaat | Prestatie                                                        |
| ---------------- | ------------- | --------- | ---------------------------------------------------------------- |
| Giorgio Cagnotto | 3m plank (m)  | Zilver    | voorronde: 1ste met 400,95 punten finale: 3de met 591,63 punten  |
| Klaus Dibiasi    | 3m plank (m)  | 4e        | voorronde: 6de met 380,16 punten finale: 4de met 559,05 punten   |
| Giorgio Cagnotto | 10m toren (m) | Brons     | voorronde: 3de met 312,93 punten finale: 3de met 475,83 punten   |
| Klaus Dibiasi    | 10m toren (m) | Goud      | voorronde: 1ste met 338,25 punten finale: 1ste met 504,15 punten |

### Turnen
| Olympiër                                                                                      | Discipline               | Resultaat | Prestatie                             |
| --------------------------------------------------------------------------------------------- | ------------------------ | --------- | ------------------------------------- |
| Luigi Coppa                                                                                   | meerkamp individueel (m) | 85e       | kwalificatie: 85ste met 102,05 punten |
| Franco Donegà                                                                                 | meerkamp individueel (m) | 75e       | kwalificatie: 75ste met 103,60 punten |
| Adolfo Lampronti                                                                              | meerkamp individueel (m) | 101e      | kwalificatie: 101ste met 98,65 punten |
| Carmine Luppino                                                                               | meerkamp individueel (m) | 99e       | kwalificatie: 99ste met 99,15 punten  |
| Maurizio Milanetto                                                                            | meerkamp individueel (m) | 87e       | kwalificatie: 87ste met 101,55 punten |
| Fedele Spatazza                                                                               | meerkamp individueel (m) | 108e      | kwalificatie: 108ste met 95,85 punten |
| Luigi Coppa Franco Donegà Adolfo Lampronti Carmine Luppino Maurizio Milanetto Fedele Spatazza | meerkamp team (m)        | 16e       | 510,100 punten                        |
|                                                                                               |                          |           |                                       |
| Angela Alberti                                                                                | meerkamp individueel (v) | 83e       |                                       |
| Cinzia Delisi                                                                                 | meerkamp individueel (v) | 73e       |                                       |
| Maria Grazia Mancuso                                                                          | meerkamp individueel (v) | 80e       |                                       |
| Gabriella Marchi                                                                              | meerkamp individueel (v) | 48e       |                                       |
| Rita Peri                                                                                     | meerkamp individueel (v) | 75e       |                                       |
| Monica Stefani                                                                                | meerkamp individueel (v) | 63e       |                                       |
| Angela Alberti Cinzia Delisi Maria Grazia Mancuso Gabriella Marchi Rita Peri Monica Stefani   | meerkamp team (v)        | 12e       | 349,800 punten                        |

### Waterpolo
| Olympiër | Discipline | Resultaat | Prestatie |
| --- | ---------- | --------- | --- |
| Alberto Alberani Eraldo Pizzo Roldano Simeoni Mario Cevasco Alessandro Ghibellini Gianni de Magistris Guglielmo Marsili Silvio Baracchini Franco Lavoratori Sante Marsili Ferdinande Ligano | mannen     | 6e        | groep C: 2de V van Sovjet-Unie: 1-4 W van Bulgarije: 8-5 W van Spanje: 6-2 W van Japan: 12-5 finale groep: 6de V van Hongarije: 7-8 G van Joegoslavië: 6-6 G van Bondsrepubliek Duitsland: 2-2 V van Verenigde Staten: 5-6 |

| Groep C |             |             |             |             |             |            |            |            |        |
| #       | Land        | Wedstrijden | Wedstrijden | Wedstrijden | Wedstrijden | Doelpunten | Doelpunten | Doelpunten | Punten |
| #       | Land        | G           | W           | G           | V           | V          | T          | Saldo      | Punten |
| 1       | Sovjet-Unie | 4           | 4           | 0           | 0           | 30         | 9          | +21        | 8      |
| 2       | Italië      | 4           | 3           | 0           | 1           | 25         | 16         | +9         | 6      |
| 3       | Spanje      | 4           | 2           | 0           | 2           | 19         | 20         | -1         | 4      |
| 4       | Bulgarije   | 4           | 1           | 0           | 3           | 18         | 25         | -7         | 2      |
| 5       | Japan       | 4           | 0           | 0           | 2           | 14         | 36         | -22        | 0      |

| Ronde       | Datum   | Plaats | Land | Score       | Land |
| ----------- | ------- | ------ | ---- | ----------- | ---- |
| Groepsfase  |         |        |      |             |      |
| 28 augustus | München | Italië | 1-4  | Sovjet-Unie |      |
| 28 augustus | München | Italië | 8-5  | Bulgarije   |      |
| 29 augustus | München | Italië | 6-2  | Spanje      |      |
| 31 augustus | München | Italië | 12-5 | Japan       |      |

| Finale groep |                          |             |             |             |             |        |        |        |        |
| #            | Land                     | Wedstrijden | Wedstrijden | Wedstrijden | Wedstrijden | Punten | Punten | Punten | Punten |
| #            | Land                     | G           | W           | G           | V           | V      | T      | Saldo  | Punten |
| 1            | Sovjet-Unie              | 5           | 3           | 2           | 0           | 22     | 16     | +6     | 8      |
| 2            | Hongarije                | 5           | 3           | 2           | 0           | 23     | 18     | +5     | 8      |
| 3            | Verenigde Staten         | 5           | 2           | 1           | 2           | 24     | 23     | +1     | 6      |
| 4            | Bondsrepubliek Duitsland | 5           | 0           | 3           | 3           | 13     | 18     | -5     | 3      |
| 5            | Joegoslavië              | 5           | 1           | 2           | 2           | 20     | 24     | -4     | 3      |
| 6            | Italië                   | 5           | 0           | 2           | 3           | 21     | 26     | -5     | 2      |

| Ronde       | Datum   | Plaats                   | Land | Score  | Land |
| ----------- | ------- | ------------------------ | ---- | ------ | ---- |
| Groepsfase  |         |                          |      |        |      |
| 1 september | München | Hongarije                | 8-7  | Italië |      |
| 2 september | München | Joegoslavië              | 6-6  | Italië |      |
| 3 september | München | Bondsrepubliek Duitsland | 2-2  | Italië |      |
| 4 september | München | Verenigde Staten         | 6-5  | Italië |      |

### Wielersport
| Olympiër                                                             | Discipline                    | Resultaat | Prestatie |
| Baan                                                                 | Baan                          | Baan      | Baan |
| -------------------------------------------------------------------- | ----------------------------- | --------- | --- |
| Ezio Cardi                                                           | sprint (m)                    | 11e       | serie 5: 1ste in 11,92 2de ronde serie 5: 2de herkansingen: 1ste in 11,93 3de ronde serie 5: 2de herkansingen: 3de                                   |
| Massimo Marino                                                       | sprint (m)                    | 5e        | serie 12: 1ste in 11,83 2de ronde serie 10: 3de herkansingen: 1ste in 11,68 3de ronde serie 3: 1ste in 11,40 kwartfinale 4: V van URS Pkhakadze: 1-2 |
| Ezio Cardi                                                           | tijdrit (m)                   | 9e        | 1.07,80 |
| Luciano Borgognoni                                                   | individuele achtervolging (m) | 5e        | kwalificatie: 4de in 4.52,37 kwartfinale 1: V van SUI Kurmann: 4.52,31                                                                               |
| Giorgio Rossi Dino Verzini                                           | tandem (m)                    | 9e        | serie 6: V van POL Bek/Kocot herkansingen: W van JAM Chin/Fenton: 11,20 herkansingen 2: 2de                                                          |
| Pietro Algeri Giacomo Bazzan Giorgio Morbiato Luciano Borgognoni     | ploegenachtervolging (m)      | 9e        | kwalificatie: 9de in 4.31,64 |
| Weg                                                                  |                               |           | |
| Francesco Moser                                                      | wegwedstrijd (m)              | 8e        | 4:15.14 |
| Franco Ongarato                                                      | wegwedstrijd (m)              | DNF       | niet gefinisht |
| Aldo Parecchini                                                      | wegwedstrijd (m)              | DNF       | niet gefinisht |
| Walter Riccomi                                                       | wegwedstrijd (m)              | 49e       | 4:17.09 |
| Osvaldo Castellan Pasqualino Moretti Francesco Moser Giovanni Tonoli | ploegentijdrit (m)            | 9e        | 2:14.36,2 |

### Worstelen
| Olympiër             | Discipline  | Resultaat   | Prestatie |
| Vrije stijl          | Vrije stijl | Vrije stijl | Vrije stijl |
| -------------------- | ----------- | ----------- | --- |
| Vincenzo Grassi      | -52kg (m)   | 10e         | 1ste ronde: G van BUL Baev 2de ronde: W van CUB Alonso 3de ronde: W van AUS Kinsella 4de ronde: V van URS Alakhverdiyev                                                           |
| Umberto Marcheggiani | -90kg (m)   | 16e         | 1ste ronde: V van FRA Grangier 2de ronde: G van GBR Grinstead 3de ronde: V van GDR Spindler                                                                                       |
| Julio Tamussin       | -100kg (m)  | 9e          | 1ste ronde: V van POL Długosz 2de ronde: vrij 3de ronde: V van BUL Todorov |
| Grieks-Romeins       |             |             | |
| Lorenzo Calafiore    | -48kg (m)   | 6e          | 1ste ronde: W van POL Szczepański 2de ronde: W van MEX Olvera 3de ronde: W van GRE Venytas 4de ronde: V van BUL Angelov 5de ronde: V van ROU Berceanu                             |
| Giuseppe Bognanni    | -52kg (m)   | Brons       | 1ste ronde: V van JPN Hirayama 2de ronde: W van URS Konstantinov 3de ronde: W van TUR Tren 4de ronde: vrij 5de ronde: W van POL Michalik 6de ronde: V van BUL Kirov               |
| Francesco Scuderi    | -57kg (m)   | 16e         | 1ste ronde: V van POL Lipień 2de ronde: W van AUT Hack 3de ronde: V van BUL Traikov                                                                                               |
| Gian-Matteo Ranzi    | -68kg (m)   | Brons       | 1ste ronde: W van USA Buzzard 2de ronde: W van AUT Brötzner 3de ronde: W van SUI Rhyn 4de ronde: W van TUR Hışırlı 5de ronde: W van JPN Tanoue 6de ronde: V van URS Khisamutdinov |

### Zeilen
| Olympiër                                                  | Discipline      | Resultaat | Prestatie                            |
| --------------------------------------------------------- | --------------- | --------- | ------------------------------------ |
| Mauro Pelaschier                                          | finn klasse     | 11e       | 114,7 punten: (12-16-14-21-3-DNF-17) |
| Carlo Croce Luciano Zinali                                | flying dutchman | 11e       | 103,0 punten: (8-16-18-15-19-4-8)    |
| Giampiero Dotti Francesco Sibello                         | tempest klasse  | 14e       | 107,0 punten: (12-18-10-19-13-16-4)  |
| Flavio Scala Mauro Testa                                  | star klasse     | 5e        | 58,4 punten: (5-6-3-10-13-9-1)       |
| Giuseppe Milone Roberto Mottola di Amato Antonio Oliviero | soling klasse   | 19e       | 102,7 punten: (18-20-22-17-18-3)     |

### Zwemmen
| Olympiër                                                                    | Discipline            | Resultaat | Prestatie                                            |
| --------------------------------------------------------------------------- | --------------------- | --------- | ---------------------------------------------------- |
| Roberto Pangaro                                                             | 100m vrije slag (m)   | 27e       | serie 7: 5de in 54,74                                |
| Arnaldo Cinquetti                                                           | 100m vrije slag (m)   | 35e       | serie 2: 6de in 2.01,78                              |
| Roberto Pangaro                                                             | 100m vrije slag (m)   | 36e       | serie 4: 6de in 2.02,58                              |
| Riccardo Targetti                                                           | 100m vrije slag (m)   | 30e       | serie 6: 5de in 2.00,97                              |
| Arnaldo Cinquetti                                                           | 400m vrije slag (m)   | 31e       | serie 4: 6de in 4.19,49                              |
| Vincenzo Finocchiaro                                                        | 1500m vrije slag (m)  | 21e       | serie 4: 4de in 17.43,72                             |
| Sergio Irredento                                                            | 1500m vrije slag (m)  | 25e       | serie 1: 5de in 17.19,45                             |
| Massimo Nistri                                                              | 200m rugslag (m)      | 16e       | serie 3: 3de in 2.12,85                              |
| Edmondo Mingione                                                            | 100m schoolslag (m)   | 38e       | serie 1: 6de in 1.11,75                              |
| Michele Di Pietro                                                           | 200m schoolslag (m)   | 32e       | serie 5: 6de in 2.36,49                              |
| Gaetano Carboni                                                             | 200m vlinderslag (m)  | 24e       | serie 4: 6de in 2.12,16                              |
| Angelo Tozzi                                                                | 200m vlinderslag (m)  | DSQ       | serie 2: gediskwalificeerd                           |
| Lorenzo Marugo                                                              | 200m wisselslag (m)   | 29e       | serie 6: 6de in 2.19,00                              |
| Mauro Calligaris                                                            | 400m wisselslag (m)   | 20e       | serie 4: 5de in 4.52,02                              |
| Roberto Pangaro Paolo Barelli Marcello Guarducci Alberto Castagnetti        | 4x100m vrije slag (m) | 9e        | serie 1: 5de in 3.38,81                              |
| Roberto Pangaro Arnaldo Cinquetti Lorenzo Marugo Riccardo Targetti          | 4x200m vrije slag (m) | 10e       | serie 2: 7de in 8.03,98                              |
|                                                                             |                       |           |                                                      |
| Laura Podestà                                                               | 100m vrije slag (v)   | 34e       | serie 5: 7de in 1.02,88                              |
| Novella Calligaris                                                          | 400m vrije slag (v)   | Zilver    | serie 4: 1ste in 4.24,14 (OR) finale: 2de in 4.22,44 |
| Federica Stabilini                                                          | 400m vrije slag (v)   | 12e       | serie 1: 4de in 4.36,32                              |
| Novella Calligaris                                                          | 800m vrije slag (v)   | Brons     | serie 1: 1ste in 9.02,96 finale: 3de in 8.57,46      |
| Federica Stabilini                                                          | 800m vrije slag (v)   | 15e       | serie 4: 4de in 9.27,84                              |
| Antonella Valentini                                                         | 800m vrije slag (v)   | 25e       | serie 4: 6de in 9.49,07                              |
| Patrizia Miserini                                                           | 200m schoolslag (v)   | 30e       | serie 1: 4de in 2.53,14                              |
| Donatella Talpo-Schiavon                                                    | 100m vlinderslag (v)  | 22e       | serie 1: 6de in 1.08,98                              |
| Novella Calligaris                                                          | 400m wisselslag (v)   | Brons     | serie 3: 2de in 5.11,16 finale: 3de in 5.03,99       |
| Laura Podestà Patrizia Lanfredini Laura Gorgerino Federica Stabilini        | 4x100m vrije slag (v) | 13e       | serie 2: 7de in 4.10,70                              |
| Alessandra Finesso Patrizia Miserini Donatella Talpo-Schiavon Laura Podestà | 4x100m wisselslag (v) | 15e       | serie 1: 8ste in 4.48,25                             |

Afghanistan · Albanië · Algerije · Amerikaanse Maagdeneilanden · Argentinië · Australië · Bahama's · Barbados · België · Bermuda · Birma · Bolivia · Bondsrepubliek Duitsland · Brazilië · Brits-Honduras · Bulgarije · Canada · Ceylon · Chili · Colombia · Congo-Brazzaville · Costa Rica · Cuba · Dahomey · Denemarken · Dominicaanse Republiek · Duitse Democratische Republiek · Ecuador · Egypte · El Salvador · Ethiopië · Fiji · Filipijnen · Finland · Frankrijk · Gabon · Ghana · Griekenland · Groot-Brittannië · Guatemala · Guyana · Haïti · Hongarije · Hongkong · Ierland · IJsland · India · Indonesië · Iran · Israël · Italië · Ivoorkust · Jamaica · Japan · Joegoslavië · Kameroen · Kenia · Khmerrepubliek · Koeweit · Lesotho · Libanon · Liberia · Liechtenstein · Luxemburg · Madagaskar · Malawi · Maleisië · Mali · Malta · Marokko · Mexico · Monaco · Mongolië · Nederland · Nederlandse Antillen · Nepal · Nicaragua · Nieuw-Zeeland · Niger · Nigeria · Noord-Korea · Noorwegen · Oeganda · Oostenrijk · Opper-Volta · Pakistan · Panama · Paraguay · Peru · Polen · Portugal · Puerto Rico · Roemenië · San Marino · Saoedi-Arabië · Senegal · Singapore · Soedan · Somalië · Sovjet-Unie · Spanje · Suriname · Swaziland · Syrië · Taiwan · Tanzania · Thailand · Togo · Trinidad en Tobago · Tsjaad · Tsjecho-Slowakije · Tunesië · Turkije · Uruguay · Venezuela · Verenigde Staten · Vietnam · Zambia · Zuid-Korea · Zweden · Zwitserland